# Complesso W-Arly-Pendjari
Il complesso W-Arly-Pendjari, noto anche come Complesso WAP, è un sito patrimonio naturale mondiale dell'UNESCO transfrontaliero, che si trova in Benin, Burkina Faso e Niger.
Esso ricopre i seguenti parchi:
- Parco nazionale W, condiviso dai tre paesi, parte originaria del sito, iscritta nel 1996
- Parco nazionale di Arly in Burkina Faso, aggiunto nel 2017
- Parco nazionale dei Pendjari in Benin, aggiunto nel 2017

Dal 2005, l'area protetta è considerata come unità di conservazione del leone.